# Apochrysa salomonis
Apochrysa salomonis is een insect uit de familie van de gaasvliegen (Chrysopidae), die tot de orde netvleugeligen (Neuroptera) behoort. 
Apochrysa salomonis is voor het eerst wetenschappelijk beschreven door Kimmins in 1951.